# Walter Held (Politiker)
Walter Held (* 13. Januar 1897 in Hattersheim am Main; † 27. November 1967 in Roding) war ein deutscher Politiker der BVP, der CSU und der DP.

## Leben und Beruf
Held nahm als Freiwilliger am Ersten Weltkrieg teil und hielt sich in dieser Zeit in Straßburg auf. 1915 legte er dort auch sein Abitur ab, zwei Jahre später wurde er nach schwerer Verwundung entlassen. Danach absolvierte einige Praktika in der Landwirtschaft. In Frankfurt am Main studierte er vier Semester lang Nationalökonomie, mit diesem Fach hatte er sich bereits in Straßburg beschäftigt. 1925 wurde er zum Direktor der Bavaria Schifffahrts- und Speditions-AG berufen. In dieser Zeit wurde er von der Bayerischen Regierung als Beauftragter für Schifffahrts- und Verkehrstarifwesen auf verschiedene Konferenzen gesandt. Nach der Machtergreifung des NS-Regimes wurde er in den Jahren 1933 bis 1941 mehrmals politisch verfolgt.
Er war ein Neffe des bayerischen Ministerpräsidenten Heinrich Held (BVP).

## Politik
1926 trat Held in die BVP ein und gehörte dort auch dem Wirtschaftsrat an. Am 23. Mai 1946 wurde er vom Kreistag zum Landrat des Landkreises Roding gewählt. Im Februar 1947 verkündete er seinen Rücktritt aus dem Amt, den er offiziell mit gesundheitlichen Problemen begründete, vermutlich waren eher sein Führungsstil und Differenzen mit der amerikanischen Militärregierung ausschlaggebend. Erst am 1. August 1947 stimmte das Bayerische Innenministerium dem Rücktrittsgesuch zu.
Nachdem er zunächst der Verfassunggebenden Landesversammlung angehört hatte, wurde er bei der Landtagswahl 1946 in den Bayerischen Landtag gewählt. Bei der Wahl 1950 kandidierte er nunmehr für die WAV für den Landtag, allerdings erfolglos, sodass er aus dem Parlament ausschied.
Später wechselte er in die Deutsche Partei. 1952 wurde er zu deren erstem Landesvorsitzenden in Bayern gewählt, schied jedoch nach kurzer Zeit aus.